# Isaquias Queiroz
Isaquias Queiroz (n. 3 ianuarie 1994, Ubaitaba, Bahia, Brazilia) este un canoist ce a reprezentat Brazilia, medaliat olimpic. A participat la 3 ediții ale Jocurilor Olimpice (2016, 2020, 2024) în care a câștigat o medalie de argint.